# Torre di San Gerolamo
La Torre di San Gerolamo era una fortificazione genovese eretta nel XVII secolo con funzioni di avvistamento e difensive sull'omonimo promontorio della costa occidentale del Golfo della Spezia. La Torre sorgeva nella località di Cadimare, oggi frazione del comune di La Spezia.

## Storia
Oltre alle incursioni di predoni turchi, nei primi anni del XVII secolo la Repubblica genovese si vedeva costretta a premunirsi anche contro la Spagna di Filippo III che mirava a impadronirsi del porto di Spezia e della Lunigiana. In questa situazione, nel 1606, il Senato genovese decise sia il rafforzamento delle opere difensive esistenti nel Golfo di Spezia che di erigerne di nuove in opportuni capisaldi.
La Torre di san Gerolamo venne eretta in questo contesto. Il luogo prescelto era un promontorio roccioso tra le località di Marola e di Cadimare che sovrasta una naturale e ampia polla di acqua dolce che, a poca distanza dalla riva, affiora in mare aperto.
Le dimensioni del Forte San Gerolamo sono state rilevate nel 1811: eretto su di un pendio inclinato verso il mare, l’edificio era a pianta quadrata di 22 m di lato, in totale era alto circa 30 m, mentre il piano operativo era ad un’altezza di 25 m e aveva una garitta sul lato a monte. All’interno erano locali per la guarnigione, le armi e le munizioni.
Nel corso della Sesta coalizione antifrancese, il Forte San Gerolamo è stato minato e distrutto dalle forze inglesi il 15 aprile 1814.
Dei ruderi della torre è rimasto un dipinto di Agostino Fossati che ne mostra chiaramente la posizione e lo stato dei resti prima della loro demolizione avvenuta nella seconda metà del XIX secolo.